# Bandeira da Arábia Saudita
A bandeira nacional da Arábia Saudita é um dos símbolos oficiais do Reino da Arábia Saudita.

## Descrição
Seu desenho consiste em um retângulo de proporção largura-comprimento de 2:3 de cor verde com texto em caracteres árabes brancos sobre uma espada, também branca, com a lâmina voltada para a esquerda.
O texto na bandeira é o da shahada a declaração de fé islâmica:
لا إله إلا الله محمد رسول الله
La ilaha Ilallah, Muhammad Rasulullah
"Não há Deus senão Alá, e Maomé é o seu mensageiro"

## Simbolismo

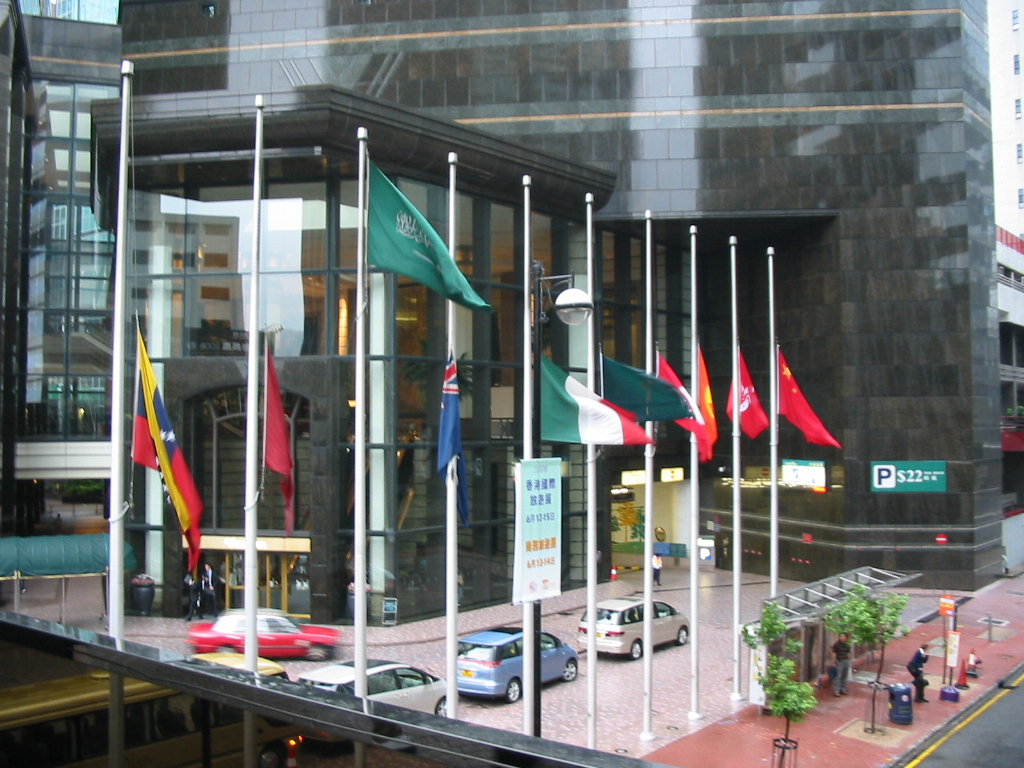
A bandeira da Arábia Saudita não pode ser estendida a meio-mastro.

A Shahada é considerada algo muito sagrado, e como tal a bandeira não deve ser utilizada em camisas ou quaisquer outros objectos. A Arábia Saudita protestou contra a sua inclusão numa bola de futebol que a FIFA se preparava para lançar, e que incluía todas as bandeiras dos países participantes no Campeonato do Mundo de Futebol de 2002. Os responsáveis sauditas disseram que pontapear o credo era completamente inaceitável.
Uma vez que a bandeira contém a "Palavra de Deus", nunca é descida a meia haste como sinal de luto.
Bandeiras verdes contendo esta ou outra frase em alfabeto árabe são visão frequente no Islão e não devem ser confundidas com a bandeira nacional saudita. Habitualmente, as outras bandeiras não contém o símbolo da espada, que é uma homenagem a Abd al-Aziz Al Saud, mais conhecido como Ibn Saud, o primeiro rei do país.
Diz-se que a cor verde desta e de outras bandeiras islâmicas deriva do facto de que o Profeta Maomé envergava um manto verde.
Uma bandeira verde com a shahada foi originalmente a bandeira do movimento uaabita. Depois de conquistar o trono do Négede em 1912, Ibn Saud incorporou a espada neste design, e foi esta a bandeira adoptada depois da criação do Reino da Arábia Saudita em 1932.

## Outras bandeiras

Bandeira de uso civil em mar da Arábia Saudita
Bandeira da Marinha da Arábia Saudita
Jaque da Arábia Saudita
Estandarte Real